# 황선일 (축구인)
황선일(한국 한자: 黃善一, 1984년 7월 29일 ~ )은 대한민국의 전 축구 선수로, 포지션은 미드필더였다. 현재 경희중학교 축구부의 감독직을 맡고 있다.